# Sorbitol
Sorbitol je viševalentni alkohol. Prirodni je šećer, ima energetsku vrednost, pa se ne preporučuje pri dijetetskoj ishrani, ali je veoma pogodan kod korekcije ukusa proizvoda namenjenih dijabetičarima jer ne zahteva insulin. Uz još neke prirodne zaslađivače kao što su manitol i ksilitol i veštački zaslađivač aspartam, sve se češće primenjuje u prehrambenoj industriji.

## Literatura
- Robyt, John F. (1997). Essentials of Carbohydrate Chemistry (1. изд.). Springer. ISBN 978-0-387-94951-2.
- Lindhorst, Thisbe K. (2007). Essentials of Carbohydrate Chemistry and Biochemistry (1. изд.). Wiley-VCH. ISBN 978-3-527-31528-4.